# Sedeh Lanjān
Sedeh Lanjān (persiska: سده لنجان) är en ort i Iran.   Den ligger i provinsen Esfahan, i den centrala delen av landet, 400 km söder om huvudstaden Teheran. Sedeh Lanjān ligger 1 717 meter över havet och antalet invånare är 17 335.
Terrängen runt Sedeh Lanjān är platt åt sydväst, men åt nordost är den kuperad.Runt Sedeh Lanjān är det ganska tätbefolkat, med 185 invånare per kvadratkilometer. Närmaste större samhälle är Zarrīn Shahr, 5,6 km öster om Sedeh Lanjān. Trakten runt Sedeh Lanjān består i huvudsak av gräsmarker.